# Kadubelang
Kadubelang is een bestuurslaag in het regentschap Pandeglang van de provincie Banten, Indonesië. Kadubelang telt 3524 inwoners (volkstelling 2010).